# Selenia fulvolunaria
Selenia fulvolunaria là một loài bướm đêm trong họ Geometridae.